# Санта Мария (католическо училище в София)
Вижте пояснителната страница за други значения на Санта Мария.
Австрийското католическо училище „Санта Мария“ е немско католическо училище в София, съществувало през първата половина на XX век.

## История
През 1905 г. в София пристигат милосърдни сестри от клона на ордена Сестри на милосърдието на Свети Викентий от Пола в Загреб. Те основават сиропиталището „Княгиня Надежда“, към което отварят училище с четири отделения с преподаване на немски език. През 1910 г. епископ Менини закупува терени за сиропиталището и училището. Първоначално учениците в него са 25, но в навечерието на Балканската война нарастват до 180 – 200 души.
През 1925 г. училището прераства в прогимназия. През 1931 г. училището се сдобива с нова масивна сграда. По това време във всички отделения и класове на заведението има 434 ученици, от които 389 са българи, 105 евреи и 40 други. Началната и прогимназиалната степен са смесени, а гимназията е само девическа. В училището се преподава основно на немски език.
През Втората световна война, по време на една от англо-американските бомбардировки над София през 1944 г. старата сграда на училището е ударена и разрушена. Унищожен е архивът на училището и други ценни книги. Има човешки жертви.
Училището е затворено през 1948 г. След това в сграда му (на ул. „Гургулят“1) се настаняват различни държавни учреждения. Днес тя е дом на Националната спортна академия. 

## Възпитаници
- доц. дхн Вержиния Данова – научен работник, преподавател
- Гергана Кофарджиева – актриса
- д-р Атанас Мицев – гинеколог, участник във Втората световна война
- Донка Паприкова – доброволна социална работничка
- Ани Бакалова – българска театрална и филмова актриса